# Nicolás Suárez
Víctor Nicolás Suárez Céspedes (Santiago, 20 maggio 1982) è un ex calciatore cileno, di ruolo difensore.